# Sowjetische Besetzung Rumäniens

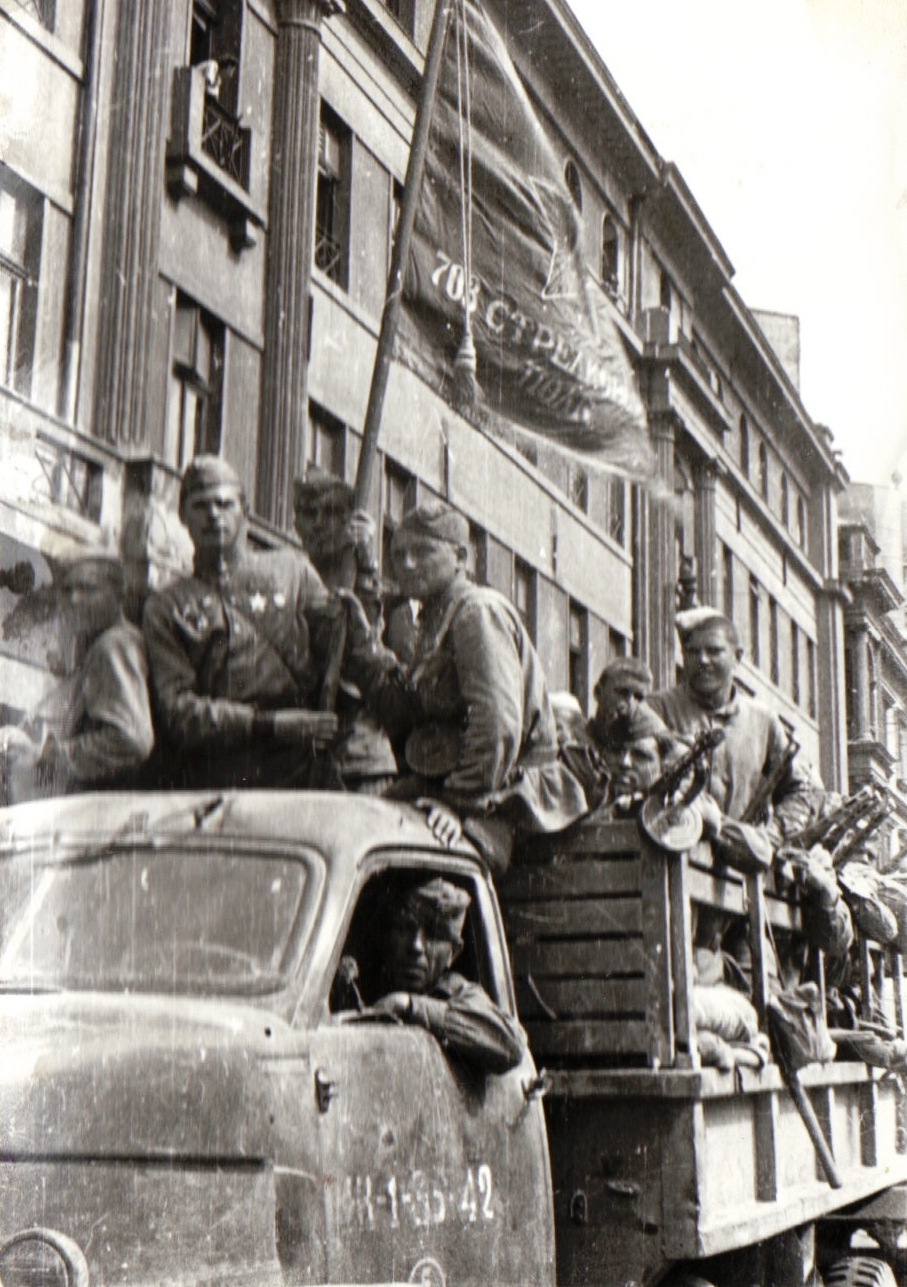
Rotarmisten in Bukarest, August 1944

Die sowjetische Besetzung Rumäniens bezeichnet den Zeitraum von 1944 bis August 1958, in dem die Sowjetunion eine bedeutende militärische Präsenz und politische Kontrolle über Rumänien ausübte. Diese Phase war geprägt von militärischen Operationen, politischen Umwälzungen und der schrittweisen Sowjetisierung des Landes.

## Hintergrund
Siehe auch: Sowjetische Besetzung Bessarabiens und der Nordbukowina
Die Ereignisse der sowjetischen Besetzung Rumäniens sind eng mit dem Verlauf des Zweiten Weltkriegs und den geopolitischen Entwicklungen in Osteuropa verbunden. Bereits 1940 hatte die Sowjetunion durch ein Ultimatum die Abtretung Bessarabiens und der Nordbukowina von Rumänien erzwungen. Dies geschah im Rahmen des Molotow-Ribbentrop-Pakts, in dem Deutschen Reich und die Sowjetunion ihre Einflusszonen in Osteuropa abgesteckt hatten.
Nach dem deutschen Angriff auf die Sowjetunion im Juni 1941 beteiligte sich Rumänien unter der Führung von Ion Antonescu an der Seite des Deutschen Reiches am Krieg gegen die UdSSR. Die rumänischen Truppen besetzten dabei Teile der Südukraine bis zum südlichen Bug, nachdem die im Juni 1940 von der Sowjetunion annektierten Gebiete zurückerobert wurden. Die rumänische Kampagne im Osten endete jedoch in einer Katastrophe, insbesondere in der Schlacht von Stalingrad.
Bis Ende 1943 hatte die Rote Armee die Kontrolle über den größten Teil des sowjetischen Territoriums zurückerlangt und rückte westwärts über die Grenzen der UdSSR hinaus vor, um Nazi-Deutschland und seine Verbündeten zu besiegen. In diesem Kontext überschritten die sowjetischen Streitkräfte die Grenze nach Rumänien und besetzten die nördliche und östliche Moldau.

## Der Einmarsch der Roten Armee und der Staatsstreich von 1944
Siehe auch: Königlicher Staatsstreich in Rumänien 1944
Am 23. August 1944 führte König Michael I., unterstützt von allen wichtigen Parteien, einen Staatsstreich durch, bei dem die pro-nazistische Regierung von Ion Antonescu gestürzt wurde und Rumäniens Armee auf die Seite der Alliierten wechselte. Der Staatsstreich erleichterte den Vormarsch der Roten Armee in Rumänien in beschleunigtem Tempo und ermöglichte die Befreiung von der deutschen Besatzung. Am 30. August 1945 erreichten sowjetische Truppen Bukarest. In Ermangelung eines tatsächlich unterzeichneten Waffenstillstands behandelten die sowjetischen Truppen Rumänien weiterhin als feindliche Streitmacht. Der Waffenstillstand wurde drei Wochen später, am 12. September 1944, zu Bedingungen unterzeichnet, die Moskau praktisch diktierte. Interalliierte Verhandlungen verzögerten die Unterzeichnung des Waffenstillstands, damit die Sowjets so viel Territorium wie möglich in Rumänien besetzen konnten, um die Bedingungen des Waffenstillstands zu diktieren. Der Staatsstreich lief faktisch auf eine "Kapitulation", eine "bedingungslose" "Übergabe" an die Sowjets und den Rest der Alliierten hinaus. Im Zuge des von König Michael gegebenen Waffenstillstandsbefehls wurden zwischen 114.000 und 160.000 rumänische Soldaten von den Sowjets kampflos zu Kriegsgefangenen gemacht und in abgelegene Gefangenenlager in der Sowjetunion gebracht, wo schätzungsweise bis zu einem Drittel der Gefangenen auf dem Weg dorthin ums Leben kam.
Bis zum 12. September hatte die Rote Armee bereits die Kontrolle über weite Teil des rumänischen Territoriums erlangt. Gemäß den Bedingungen des Waffenstillstandsabkommens mit den Alliierten unterstand Rumänien einer Alliierten Kontrollkommission, die sich aus Vertretern der Sowjetunion, der Vereinigten Staaten und des Vereinigten Königreichs zusammensetzte, während das sowjetische Militärkommando die vorherrschende De-facto-Autorität ausübte. Bessarabien und die Nordbukowina wurden erneut in die Sowjetunion eingegliedert.

## Grundlegende Dokumente
Am 12. September 1944 wurde des Waffenstillstandsabkommens mit Rumänien unter Beisein von der bevollmächtigten Vertreter des sowjetischen Oberkommandos unter Rodion Jakowlewitsch Malinowski von Lucrețiu Pătrășcanu, General Dumitru Dămăceanu, Prinz Barbu Știrbey und Ghiță Popp in Moskau unterzeichnet. Artikel 3 sah vor, dass:

„Die Regierung und das Oberkommando von Rumänien werden den sowjetischen und anderen alliierten Streitkräften Einrichtungen für die freie Bewegung auf rumänischem Gebiet in jeder Richtung gewährleisten, wenn dies die militärische Lage erfordert, wobei die rumänische Regierung und das Oberkommando von Rumänien dieser Bewegung mit ihren eigenen Kommunikationsmitteln und auf eigene Kosten zu Lande, zu Wasser und in der Luft jede erdenkliche Unterstützung gewähren.“

Artikel 18 desselben Abkommens sah vor, dass:

„Eine Alliierte Kontrollkommission eingerichtet wird, die bis zum Friedensschluss die Regelung und Kontrolle über die Ausführung der gegenwärtigen Bedingungen unter der allgemeinen Leitung und den Befehlen des Alliierten (Sowjetischen) Oberkommandos im Namen der Alliierten Mächte übernimmt.“

Im Anhang zu Artikel 18 wurde klargestellt, dass:

„Die rumänische Regierung und ihre Organe alle Anweisungen der Alliierten Kontrollkommission befolgen, die sich aus dem Waffenstillstandsabkommen ergeben“

und dass die Alliierte Kontrollkommission ihren Sitz in Bukarest haben würde. Gemäß Artikel 14 des Waffenstillstandsabkommens wurden zwei Volkstribunale zur Verhandlung mutmaßlicher Kriegsverbrecher eingerichtet, eines in Bukarest und das andere in Cluj. Der Friedensvertrag von Paris vom 10. Februar 1947 trat am 15. September 1947 in Kraft. Artikel 21, Absatz 1 des neuen Vertrags bildete die Rechtsgrundlage für die Fortsetzung und unbegrenzte sowjetische Militärpräsenz in Rumänien:

„Mit dem Inkrafttreten des vorliegenden Vertrags werden alle alliierten Streitkräfte innerhalb einer Frist von 90 Tagen aus Rumänien abgezogen, vorbehaltlich des Rechts der Sowjetunion, auf rumänischem Gebiet solche Streitkräfte zu belassen, wie sie für die Aufrechterhaltung der Kommunikationswege der Sowjetarmee mit der sowjetischen Besatzungszone in Österreich benötigt.“

Die rumänische Delegation bei der Pariser Friedenskonferenz wurde von Außenminister Gheorghe Tătărescu geleitet. Der Friedensvertrag mit Rumänien wurde am 10. Februar 1947 im Salon de l'Horloge des französischen Außenministeriums unterzeichnet. Die Unterzeichner auf rumänischer Seite waren neben Tătărescu auch Lucrețiu Pătrășcanu, Ștefan Voitec und Dumitru Dămăceanu. Die Unterzeichner der alliierten Streitkräfte waren der US-Außenminister James F. Byrnes, der sowjetische Außenminister Wjatscheslaw Michailowitsch Molotow und der Staatssekretär für auswärtige Angelegenheiten Ernest Bevin.

## Politische und gesellschaftliche Folgen
Die sowjetische Besatzung war nicht nur militärischer Natur, sondern auch politisch motiviert. Ziel war es, Rumänien in das sowjetische Machtgefüge zu integrieren. Unter direkter Einflussnahme Moskaus wurde die Kommunistische Partei Rumäniens gestärkt. Bis Ende 1947 wurden alle oppositionellen Kräfte ausgeschaltet, und König Michael I. musste abdanken. Die wirtschaftlichen, politischen und gesellschaftlichen Strukturen wurden nach sowjetischem Vorbild umgestaltet. Dies umfasste Landreformen, Verstaatlichungen und die Einführung eines Einparteienstaates.

### Sowjetische Truppen in Rumänien, 1944–1956
Nach dem Abschluss des Waffenstillstandsabkommens im Jahr 1944 besetzten sowjetische Truppen das gesamte Gebiet Rumäniens. Schätzungen der Truppenstärke variieren zwischen 750.000 und 1 Million bis zu zwischen 1 und 1,5 Millionen. In der zweiten Hälfte des Jahres 1946 befand sich mehr als die Hälfte der Kampffähigkeiten der sowjetischen Luftwaffe außerhalb der UdSSR, wobei der größte Teil in Polen und Rumänien stationiert war. Die Truppenstärke stieg im März 1946 auf einen Höchststand von 615.000, wurde aber nach dem Abschluss des Friedensvertrags im Jahr 1947 reduziert. Bis Ende 1946 waren die sowjetischen Einheiten in Rumänien auf die Regionen Craiova, Slatina, Sibiu, Alba Iulia, Constanța, Brăila und Focșani konzentriert. Die Truppenstärke erreichte von Mai 1948 bis Oktober 1956 ein relativ stabiles Niveau: zwei volle Divisionen plus Unterstützungseinheiten, die etwa eine dritte Division ausmachten. Obwohl mit der Unterzeichnung des Österreichischen Staatsvertrags im Jahr 1955 der im Friedensvertrag von Paris genannte Grund für die Anwesenheit sowjetischer Truppen wegfiel, kündigte Ministerpräsident Gheorghe Gheorghiu-Dej an, dass diese Truppen so lange bleiben würden, wie ausländische Soldaten in Westdeutschland stationiert seien. In Rumänien stationierte sowjetische Truppen beteiligten sich an der Niederschlagung des Ungarischen Volksaufstands im November 1956. Sowjetische Truppeneinrichtungen innerhalb Rumäniens waren zu dieser Zeit für alle Rumänen gesperrt.

### Vergewaltigungen
Zu Beginn der Besatzung wurden Vergewaltigungen rumänischer Frauen durch sowjetische Soldaten verzeichnet, was die spätere Zahl von Vergewaltigungen während der Besatzung Deutschlands vorwegnahm. Bis heute ist dies ein sensibles Thema; so verurteilte beispielsweise die russische Botschaft in Rumänien Ende 2018 "die Existenz einer Kampagne in Rumänien zur Diffamierung der Roten Armee", durch die die sowjetischen Soldaten als "eine Bande von Räubern und Vergewaltigern" dargestellt würden, anstatt als "Befreier Rumäniens". Die Historiker Mădălin Hodor und Vadim Guzun widersprachen diesen Behauptungen, wobei letzterer feststellte, dass "die UdSSR Rumänien besetzte, zerstückelte und sowjetisierte. Die Gräueltaten der Roten Armee können nicht mit beleidigenden Äußerungen, die nicht mit der Wahrheit übereinstimmen, weggewischt werden."

### Repressionen und Deportationen
Siehe auch: Verschleppung von Rumäniendeutschen in die Sowjetunion
Ein weiteres düsteres Kapitel der Anfangszeit sowjetischer Besatzung war die Deportation von etwa 70.000 bis 80.000 Rumäniendeutschen in die Sowjetunion zwischen Januar 1945 und Dezember 1949. Sie wurden zur Zwangsarbeit in Bergwerken und Industriebetrieben eingesetzt, vor allem im Donbass, im Ural und in Sibirien. Die Lebensbedingungen waren extrem hart; etwa 15 Prozent der Deportierten überlebten nicht. Die Deportationen erfolgten systematisch: Häuser wurden durchsucht, Listen erstellt, und ganze Familien wurden auseinandergerissen. Diese Maßnahmen traf nicht nur ethnische Deutsche, sondern auch andere Gruppen, die als potenziell oppositionell galten. Auf Ersuchen der Alliierten Kontrollkommission begann die Regierung Sănătescu im Oktober 1944 mit der Verhaftung junger rumänischer Bürger deutscher Abstammung, die schließlich dem sowjetischen Kommando zur Verfügung gestellt wurden. Auf Ersuchen der Alliierten Kommission ordnete die Regierung Rădescu den zwangsweisen Bahntransport von Siebenbürger Sachsen in die Sowjetunion an. In einem Protestschreiben vom 13. Januar 1945 bekräftigte die Regierung Rădescu die Pflicht der rumänischen Regierung, jeden ihrer Bürger unabhängig von seiner ethnischen Herkunft zu schützen, und wies auf das Fehlen einer Rechtsgrundlage für die Deportation der Siebenbürger Sachsen hin. Den Vertriebenen wurde zwischen Ende 1945 und 1949 nach und nach die Rückkehr nach Rumänien gestattet, obwohl schätzungsweise bis zu 10.000 während der Vertreibung oder in der Sowjetunion ums Leben kamen.

### Umstrukturierung der Rumänischen Armee
Siehe auch: Armata Română
Die sowjetische Besetzung Rumäniens führte zu einer vollständigen Reorganisation der rumänischen Volksarmee unter der Aufsicht von Vertretern der Sowjetarmee. Die Mannstärke der rumänischen Armee war durch den Friedensvertrag von Paris auf insgesamt 138.000 begrenzt; unter der sowjetischen Besatzung wuchs sie jedoch durch die zunehmende Militarisierung der rumänischen Bevölkerung weit über die durch den Vertrag auferlegten Grenzen hinaus. Bis 1953 waren die regulären Streitkräfte auf etwa 300.000 Mann angewachsen, die Reservearmee auf etwa 135.000 Mann und die inneren Streitkräfte unter der Zuständigkeit des Innenministeriums auf über 325.000 Mann. Zu Beginn dieser Organisationsreform wurden deutschfreundliche Elemente aus den rumänischen Streitkräften entfernt. In den Jahren 1944–45 wurden zwei Divisionen aus rumänischen Freiwilligen – ehemaligen Kriegsgefangenen, die während des Krieges in der Sowjetunion ausgebildet wurden, gebildet: die Divizia Tudor Vladimirescu unter dem Kommando von Nicolae Cambrea und die Horea-, Cloșca- und Crișan-Divisionen unter dem Kommando von Mihail Lascăr. Diese beiden Einheiten sollten den Kern der neuen rumänischen Armee unter sowjetischer Kontrolle bilden. Nachdem die Rumänische Kommunistische Partei die Macht übernommen hatte, wurden 30 % der Offiziere und Unteroffiziere aus dem Militär entfernt.
Nach der Machtergreifung durch die Rumänische Kommunistische Partei wurde die Sowjetisierung der rumänischen Armee unter der Aufsicht des neuen Verteidigungsministers Emil Bodnăraș mit in den Jahren 1949–1952 voller Kraft vorangetrieben. Diese Reorganisation umfasste die Übernahme des sowjetischen Modells der militärischen und politischen Organisation und eine Änderung der militärischen Doktrin des Kampfes und der Verteidigung im Kontext der Integration Rumäniens in das sowjetische strategische System zu Beginn des Kalten Krieges. Infolgedessen wurden eine Reihe von Offizieren und Militärschülern in die Sowjetunion geschickt, um ihre Ausbildung zu absolvieren. Sowjetische Offiziere fungierten als Berater, die mit der Überwachung der gründlichen Reorganisation der Armee beauftragt waren. Sie bekleideten Führungs- und Überwachungspositionen in den wichtigsten Institutionen des Staates, aber auch in weniger wichtigen Bereichen. Anfangs bekleideten sie nur wenige Positionen im Verteidigungsministerium, im Generalstab und in den politischen Abteilungen innerhalb der Armee. Im Laufe der Zeit nahm die Zahl der sowjetischen Berater allmählich zu, während gleichzeitig ihre Positionen dauerhaft wurden. Im November 1952 gab es 105 ständige und 17 vorübergehende sowjetische Beraterpositionen in Militärschulen. Nach 1955 begann ihre Zahl zu sinken.

### Umstrukturierung der Nachrichtendienste
Unmittelbar nach den Ereignissen vom 23. August 1944 begannen Kommunisten, das Innenministerium in großem Umfang zu infiltrieren. Ab Oktober 1944 war der Chef der NKWD-Operationen in Rumänien Nikolai Petrowitsch Zudow. Die Abteilung für Staatssicherheit (rumänische Initialen: DSS, aber häufiger nur Securitate genannt) wurde offiziell am 30. August 1948 durch das Dekret 221/30 gegründet. Die Securitate wurde von SMERSch eingerichtet, einer NKWD-Einheit, die mit der Auflösung der bestehenden Nachrichtendienste und deren Ersetzung durch Einrichtungen nach sowjetischem Vorbild in den von der Sowjetunion besetzten Ländern Osteuropas beauftragt war. Die SMERSch-Einheit in Rumänien, Brigada Mobilă genannt, wurde bis 1948 von dem ehemaligen NKWD-Agenten Alexandru Nicolschi geleitet. Ihr erklärtes Ziel war es, "demokratische Errungenschaften zu verteidigen und die Sicherheit der Rumänischen Volksrepublik vor inneren und äußeren Feinden zu gewährleisten". Der erste Direktor der Securitate war der sowjetische Geheimdienstagent Gheorghe Pintilie. Alexandru Nicolschi und Vladimir Mazuru bekleideten zunächst die beiden stellvertretenden Direktorenpositionen.

### SovRoms
Die SovRoms waren sowjetisch-rumänische Joint Ventures, die am Ende des Zweiten Weltkriegs auf rumänischem Gebiet gegründet wurden und bis 1954–1956 bestanden. Ein Abkommen zwischen den beiden Ländern über die Gründung dieser Unternehmen wurde am 8. Mai 1945 in Moskau unterzeichnet. Theoretisch sollten diese Unternehmen Mittel für den Wiederaufbau nach dem Krieg generieren. Ihr eigentlicher Zweck war es jedoch, Ressourcen für die sowjetische Seite bereitzustellen. Im Allgemeinen trugen sie zur Ausplünderung der rumänischen Ressourcen bei, zusätzlich zu den Kriegsreparationen, die durch das Waffenstillstandsabkommen und die Pariser Friedensverträge gefordert wurden und die zunächst auf 300 Millionen US-Dollar festgelegt worden waren. Bei der Unterzeichnung des Reparationsabkommens am 16. Januar 1945 in Bukarest setzten die Sowjets den Dollar als Rechnungswährung durch.

### Ende der Besatzung
Die sowjetische Militärpräsenz in Rumänien erreichte ihren Höhepunkt 1946 mit etwa 615.000 Soldaten. Erst nach dem Tod Stalins begann ein schrittweiser Rückzug der Truppen. Im August 1958 verließen die letzten sowjetischen Soldaten das Land, was das formale Ende der Besatzung markierte. Die Besatzung hatte tiefgreifende Auswirkungen auf Rumänien: Rumänien wurde Teil des Ostblocks und verlor seine politische Souveränität. Die Zwangskollektivierung der Landwirtschaft und die Industrialisierung führten zu sozialen Spannungen. Die kommunistische Herrschaft, die während der Besatzungszeit etabliert wurde, hielt bis zur Revolution von 1989 an.